# Aulacomerus atriventris
Aulacomerus atriventris – gatunek błonkówki z rodziny Pergidae.

## Taksonomia
Gatunek ten został opisany w 1955 roku przez René Malaise pod nazwą Loboceras atriventris. Jako miejsce typowe podano Angostura de Arios w argentyńskie prowincji Salta. Holotypem był samiec. W 1990 David Smith przeniósł go do rodzaju Aulacomerus.

## Zasięg występowania
Ameryka Południowa, znany z Argentyny z prowincji Jujuy i Salta w płn.-zach. części kraju.